# Nico Frommer
Nico Frommer (* 8. April 1978 in Ulm) ist ein ehemaliger deutscher Fußballspieler.

## Sportliche Laufbahn

### Vereinskarriere
Der Stürmer begann 1983 mit dem organisierten Fußball in seiner Heimatstadt Ulm. Nach ersten Gehversuchen beim TSV Neu-Ulm kickte er ab 1988 beim SSV Ulm 1846. Dort gelang ihm Mitte der 1990er-Jahre der Sprung in die 1. Mannschaft des späteren Bundesligisten. In der drittklassigen Regionalliga konnte sich das Talent den Scouts der Profivereine überregional präsentieren.
Nach dem Wechsel zum VfB Stuttgart im Sommer 1997 absolvierte der für die Schwaben acht Bundesligaspiele, wurde aber häufiger in der VfB-Amateurelf eingesetzt. 1999 ging es für Frommer in die 2. Bundesliga, in der er erst bei Borussia Mönchengladbach und dann beim SSV Reutlingen 05 erfolgreich, gerade in den Spieljahren 2001/02 und 2002/03, auf Torejagd ging.
Im Sommer 2003 wechselte er zum damaligen Bundesligaaufsteiger Eintracht Frankfurt, wo er sich aber nie einen Stammplatz erobern konnte. In der Rückrunde der Saison 2004/05 war er an Rot-Weiß Oberhausen ausgeliehen. In Friedhelm Funkels System spielte er keine Rolle mehr, daher wechselte Frommer zur Rückrunde 2005/06 zur SpVgg Unterhaching. In der Winterpause der Saison 2006/07 wurde er vom VfL Osnabrück verpflichtet. Nach Vertragsende in Osnabrück im Frühjahr 2009 war Frommer zunächst ohne Verein, bis er am 24. September 2009 von RB Leipzig verpflichtet wurde.
Nachdem RB Leipzig für die Saison 2011/12 nur noch mit jüngeren Spielern plante, war für Frommer kein Platz mehr in der Mannschaft. Er trainierte zwischenzeitlich 12 Wochen bei der Vereinigung der Vertragsfußballspieler (VDV) und unterschrieb dann am 27. September 2011 beim Drittligisten 1. FC Heidenheim einen Vertrag bis zum Saisonende. Der Stürmer startete sehr erfolgreich und erzielte in den ersten sechs Partien fünf Tore, dann sorgten allerdings mehrere Verletzungen, unter anderem ein Innenbandriss im Knie, für eine insgesamt unbefriedigende Saison. Durch seine Verletzungsfolgen im Knie gehandicapt, schaffte es Frommer in der Saison 2012/13 nur noch für vier Spiele in den Drittligakader und gehörte ab der Rückrunde der Spielzeit zum Kader der Verbandsligareserve. Aufgrund anhaltender Knieprobleme beendete Frommer seine Karriere zum Saisonende.

### Auswahleinsätze
In den Jahren 1998 und 1999 zählte er zum Kader der deutschen U-21-Nationalelf. In sieben Spielen für diese Auswahl des DFB gelang ihm ein Treffer. Ebenfalls lief Frommer für Deutschlands Olympiamannschaft auf, in der er 1998 beim Turnier von Toulon zwei Einsätze verzeichnen konnte.
Im Vorfeld der Fußball-WM 2006 wurde vom DFB das Team 2006 ins Leben gerufen, in dem Anschlusskader internationale Bewährungsproben erhielten. Frommer bestritt 2002 (noch bei Zweitligist Reutlingen) und 2003 (dann schon bei der Frankfurt Eintracht unter Vertrag) in dieser Mannschaft zwei Spiele.

## Weiterer Werdegang
Nach dem Ende seiner Fußballkarriere im Juni 2013 studierte er Osteopathie an der Technischen Universität Dresden und der Osteopathie Schule Deutschland in Berlin. Seit 2017 ist er in Burgdorf (Schweiz) als Osteopath tätig.

## Trivia
Nico Frommer ist der Sohn des früheren Fußballspielers Uli Frommer, der unter anderem für die Stuttgarter Kickers in der 2. Bundesliga aktiv war.